# روب هدسون
روب هدسون (بالإنجليزية: Rob Hudson)‏ هو سياسي أسترالي، ولد في 9 ديسمبر 1955. حزبياً، نشط في حزب العمال الأسترالي. وقد انتخب عضو الجمعية التشريعية فيكتوريا.